# Mortzwiller
Mortzwiller is een plaats en voormalige gemeente in het Franse departement Haut-Rhin in de regio Grand Est en heeft 336 inwoners (2013). De plaats maakt deel uit van het arrondissement Thann-Guebwiller. Op 1 januari 2016 is de gemeente Mortzwiller gefuseerd met Soppe-le-Haut en zij vormen samen de nieuwe fusiegemeente Le Haut Soultzbach.

## Geografie
De oppervlakte van Mortzwiller bedraagt 4,2 km², de bevolkingsdichtheid is 79,0 inwoners per km².
De onderstaande kaart toont de ligging van Mortzwiller met de belangrijkste infrastructuur en aangrenzende gemeenten.

## Demografie
Onderstaande figuur toont het verloop van het inwonertal (bron: INSEE-tellingen).